# Huis Schwarzburg

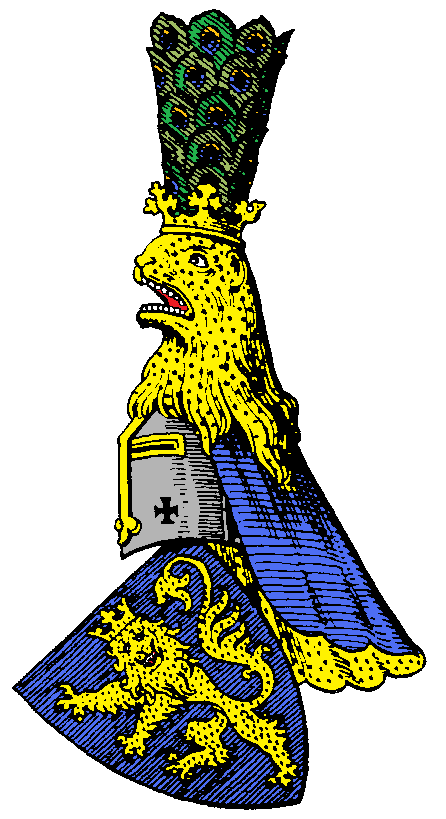
Stamwapen van de graven van Schwarzburg

Het huis Schwarzburger is een Duits adellijk geslacht, dat behoort tot de oude Thüringse hoge adel. Het stamslot "Swartzinburg" ligt in het dal aan de Schwarza, bij Schwarzburg ten westen van Saalfeld in de Thüringse Landkreis Saalfeld-Rudolstadt en werd in 1071 voor het eerst in een oorkonde vermeld. In 1599 ontstonden de beide graafschappen en latere vorstendommen Schwarzburg-Rudolstadt en Schwarzburg-Sondershausen. Günther Victor van Schwarzburg-Rudolstadt deed in 1918 ten slotte voor beide in een personele unie verenigde vorstendommen naar aanleiding van de Novemberrevolutie troonsafstand. Het geslacht van de Schwarzburgers is in 1971 in mannelijke lijn uitgedoofd.

## Voorgeschiedenis

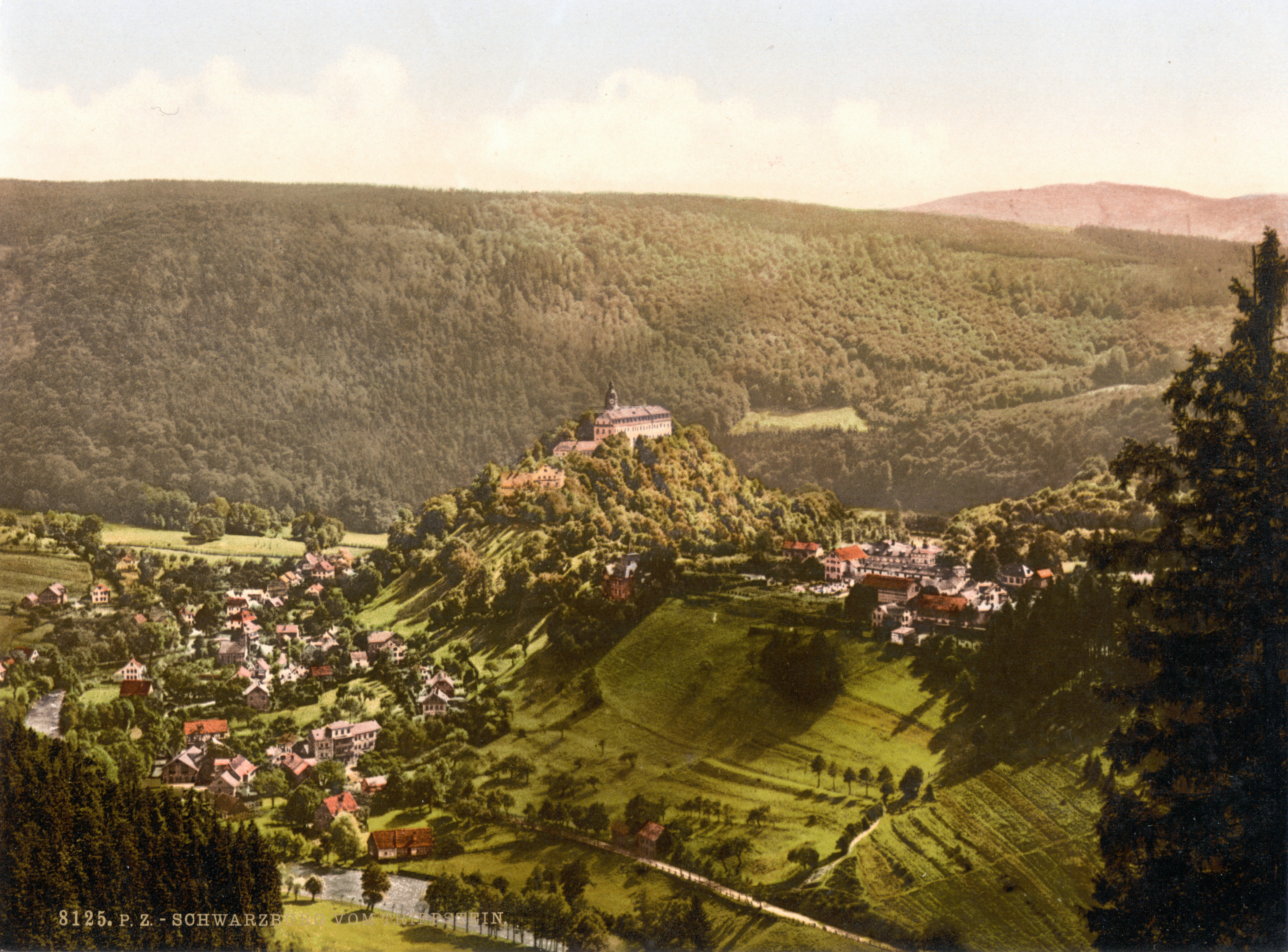
Blik op de stad Schwarzburg omstreeks 1900 met het gelijknamige slot.

Slot Schwarzburg, het stamslot van de familie (ca. 1890).

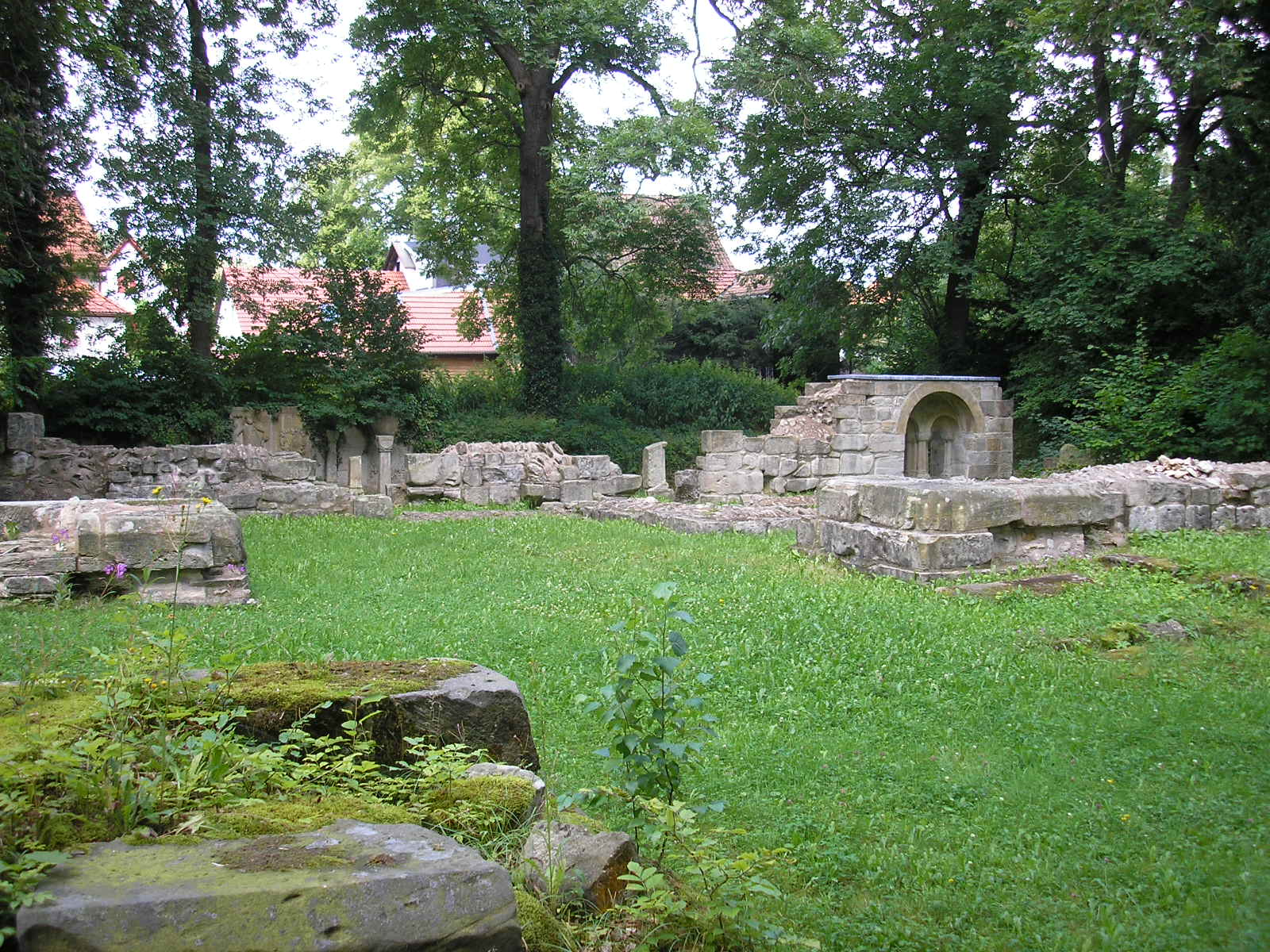
Sizzo III stichtte omstreeks 1142 het klooster Georgenthal, waar een gedenkplaat aan de graven herinnert.

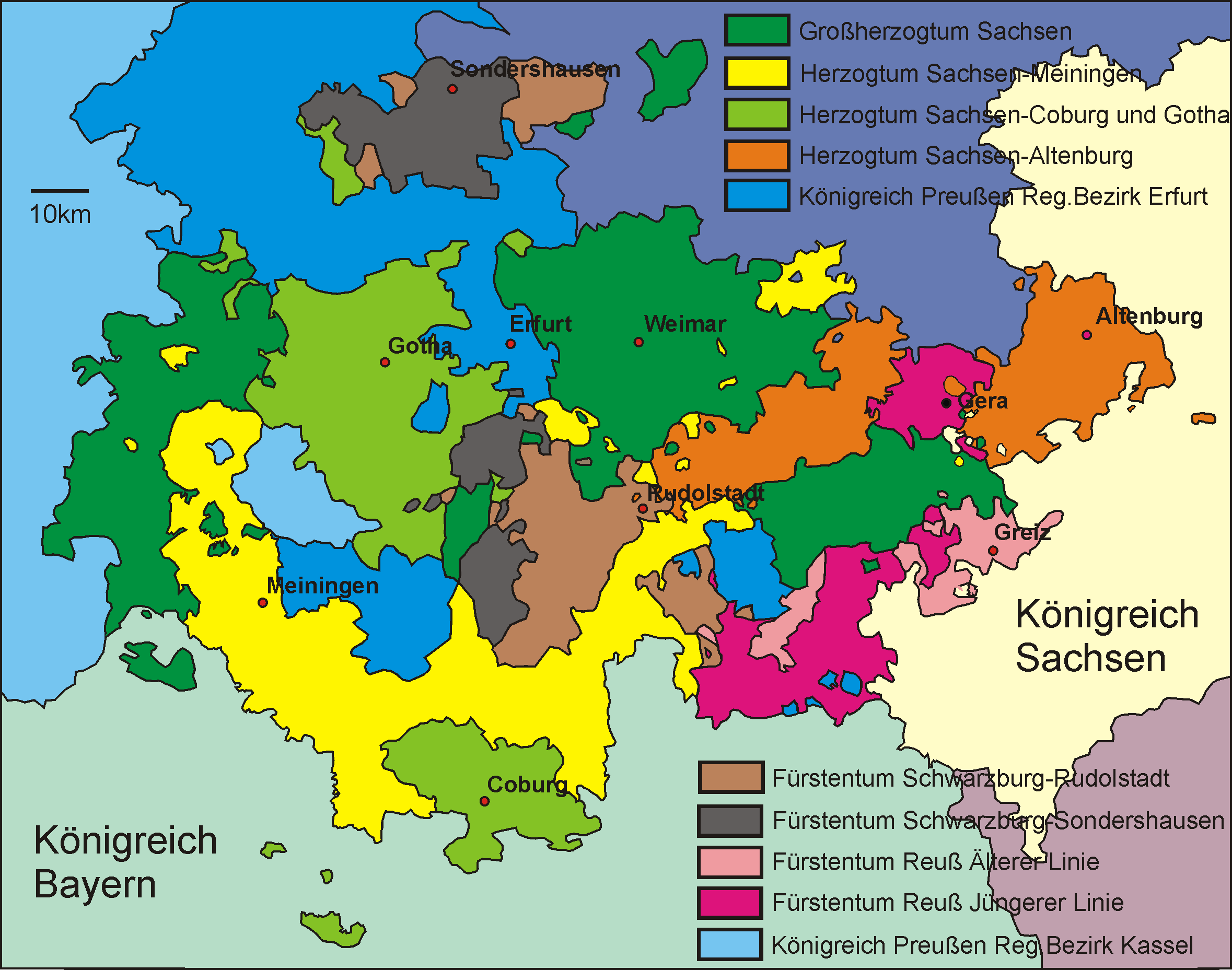
Kaart van Thüringen uit 1910:
Schwarzburg-Rudolstadt, bruin
Schwarzburg-Sondershausen, donkergrijs

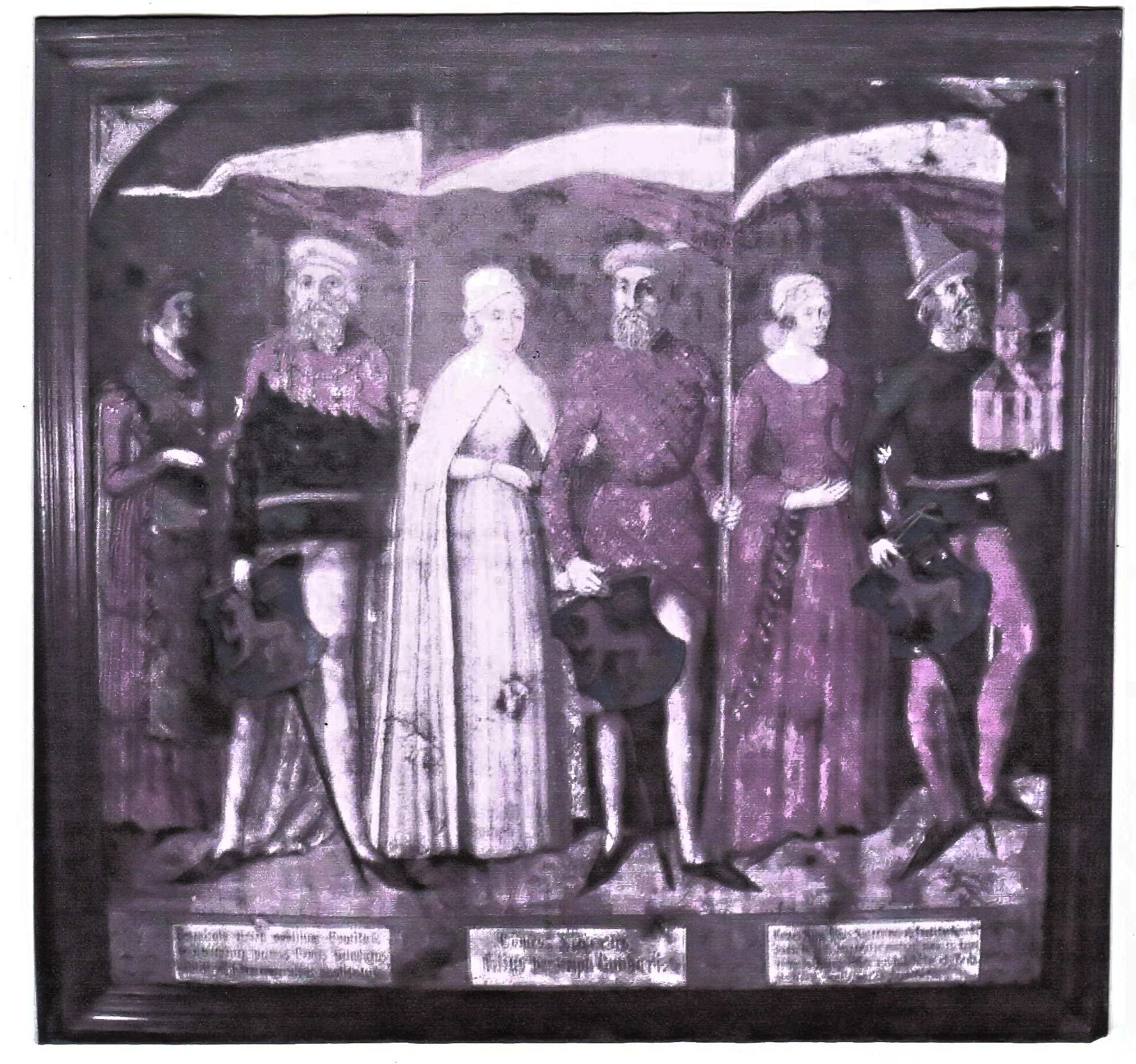
Käfernburger schilderij met Gundar, Sigerius en Sizzo

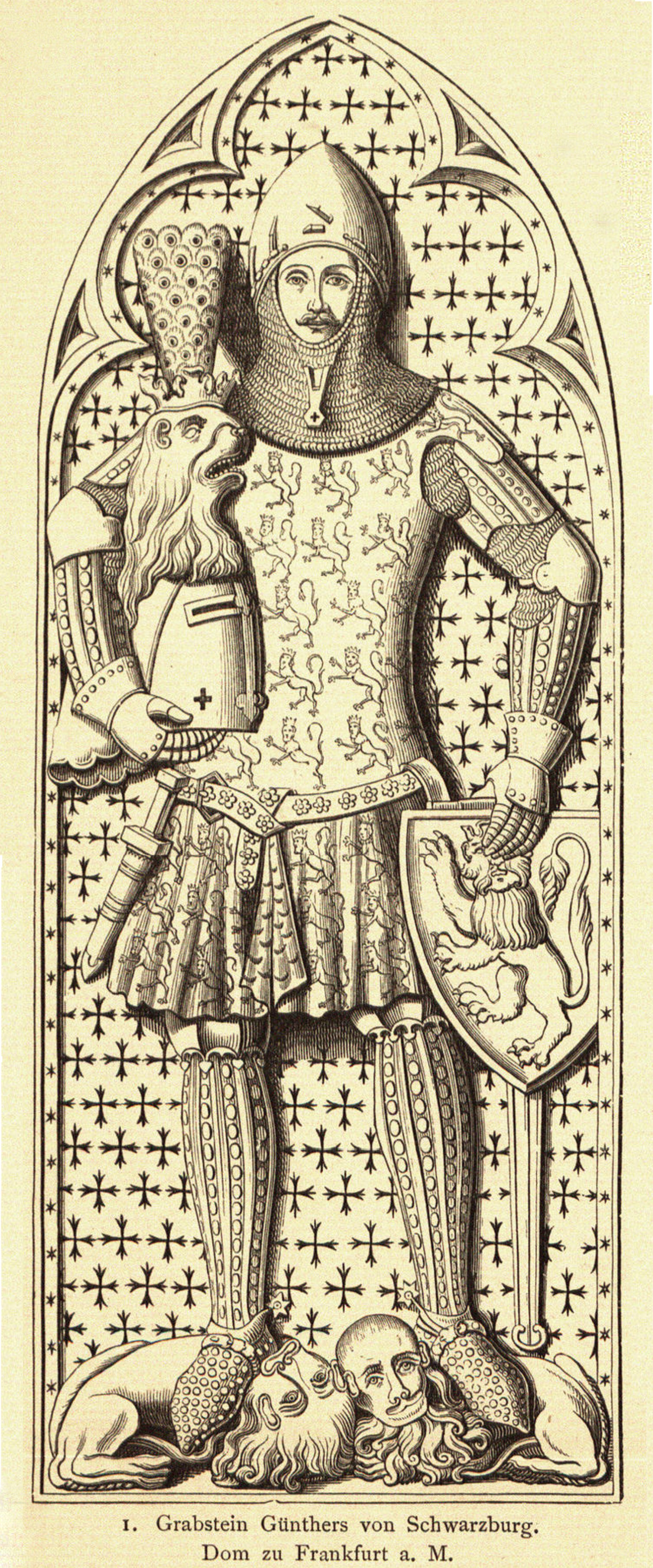
Koning Günther XXI van Schwarzburg-Blankenburg.

De met enige zekerheid gekende geschiedenis van dit geslacht begint vanaf het midden van de 12e eeuw. Vroegere geleerden hebben geprobeerd een Frankische herkomst voor de Schwarzburger te vinden. Een in de 8e eeuw levende Gundar zou een voorvader van de familie en een zoon van een Frankische koning zijn geweest. Paus Gregorius II vermeldt Gundhareus (Gundar) in een schrijven uit het jaar 722. Op het Käfernburger schilderij werd deze Gundar naast Sigerius en Sizzo afgebeeld. Gundar zou de Käfernburg bij Arnstadt hebben laten optrekken. Sigerius was volgens de Reinhardsbrunn-kroniek zijn zoon en Sizzo zou rond 1000 hebben geleefd. Het geslacht zou van de Sizzonen afstammen, die aan het begin van de 11e eeuw in Thüringen opdoken.
Onder historici is de gemeenschappelijke afstamming van de Schwarzburgers en Kevernburgers onbetwist. In de loop der tijden wist de familie Ilmenau, Remda en Plaue als allodiaal bezit te verwerven. Ook de Rijkslenen Schwarzburg, Ehrenstein en Königsee waren in handen van de Schwarzburgers. Als andere lenen hadden ze nog van het koninkrijk Bohemen Rudolstadt, van het keurvorstendom Mainz Sondershausen, van het keurvorstendom Saksen Frankenhausen, van Saksen-Weimar Arnstadt en van Saksen-Gotha Ilm en Paulinzella. Daarbij kwamen nog andere lenen van de abdij van Fulda en Hessen-Kassel.
Sizzo III (ca. 1080 - 1160) was het eerste met zekerheid aantoonbare familielid. Hij wordt in oorkondes als graaf van Kevernburg genoemd (1141, 1143 und 1144). Sizzo III wordt ook als graaf in Thüringen, graaf in het Längwitzgau en graaf van Schwarzburg aangeduid. De graaf stichtte rond 1142 de ten zuiden van Gotha gelegen abdij van Georgenthal en was werkzaam als voogd van de abdij van Paulinzella. In de literatuur werd vaak als diens voorvader Gunther de Heremiet (ca. 955 - 1045) genoemd. De verwantschap is niet aantoonbaar, ofschoon Gunther op de grafplaat van koning Günther XXI van Schwarzburg-Blankenburg (1304-1349) is afgebeeld. In de periode na Sizzo III zouden de onafhankelijke graafschappen Kevernburg en Schwarzburg vorm krijgen. De Schwarzburgers konden hun bezit vergroten, terwijl de Kevernburgers onbetekenend werden.